# Барбу, Штефан
Ште́фан Ба́рбу (рум. Ștefan Barbu; 2 марта 1908, Арад — 6 июня 1970, Арад) — румынский футболист. Участник чемпионата мира 1930 года.

## Карьера
Футболом начал заниматься в родном городе. В юношеском возрасте выступал местной в команде «Олимпия». Вскоре перешел в команду, являющеюся главным конкурентом своего первого клуба — «Глорию». Там в возрасте 17 лет он сыграл первый раз на профессиональном уровне.
В 1927 году он дебютировал в составе румынской сборной в матче против Польши (матч закончился со счетом 3:3). В 1930 году был в составе национальной сборной на первом в истории ЧМ, голами на турнире не отметился.
В сезоне 1935/1936 стал лучшим бомбардиром чемпионата Румынии в составе столичного «Рапида», с которым трижды выигрывал национальный кубок. В 1938 году вернулся в родной город.
После завершения карьеры игрока на протяжении 15 лет был футбольным арбитром.

## Достижения
- Обладатель Кубка Румынии по футболу (3):

1934/1935, 1935/1936, 1937/1938.
- Лучший бомбардир Чемпионата Румынии по футболу (1):

1935/1936